# Flor Castillo
Flor de María Castillo Alama (Piura, 12 de septiembre de 1956) es una primera actriz, directora, cantante y docente peruana. Ganó reconocimiento por su amplia trayectoria artística en la actuación, participando en proyectos del cine, teatro y la televisión. 
Dentro de sus papeles que ha interpretado, se ha destacado por su interpretación de Gregoria de Condori en la telenovela Qué buena raza.

## Biografía
Nació el 12 de septiembre de 1956 en Piura, bajo el nombre de Flor de María Castillo Alama. Realizó sus estudios primarios en el Colegio Particular Pío XII y secundarios en la Institución Educativa Enrique López Albújar.
Vivió sus primeros años en su ciudad natal. Al cumplir la mayoría de edad, se muda a Trujillo, instalándose en un monasterio estando embarazada de su primera hija.
Comenzó su carrera artística en el año 1971 a los 14 años, siendo parte del elenco del grupo cultural Trabajadores del Nuevo Teatro, bajo la dirección de Luis Valdivieso. Durante esa época, participó en la obra teatral Teatro móvil, escrito por Jorge Díaz Herrera.
Tras mudarse a Lima, se formó como actriz profesional en la Escuela Nacional Superior de Arte Dramático. En el año 1981 funda el grupo teatral Retablo, junto a algunos alumnos de la ENAD y el Teatro de la Universidad Católica del Perú. Con el grupo, fue parte de la elaboración de las obras teatrales: Muñeco de brea y Herraduras del alma. Se ha incursionado como cantante, lanzando su primer disco: Neruda: Canto nuestro, desempeñándose en la música andina.
A partir de 1995, se incursiona en la televisión peruana, participando más tarde en numerosas telenovelas y miniseries. En 1995, interpreta a Juana Choque en la telenovela Canela. En el año 2002, asume el rol coprotagónico de la telenovela Qué buena raza, interpretando a Gregoria de Condori, la madre de Valentín (Gerardo Zamora) y Camilo Condori (Edwin Vásquez), logrando así alcanzar al estrellato. Durante esa época, se ha destacado por sus papeles de mujeres andinas en producciones nacionales, siendo en las obras teatrales Dárdano y Transitando.
En el año 2003, lanza su proyecto teatral El laboratorio de Arguedas en su primera edición hasta 2006, que fue estrenada en el Festival Internacional de Teatro en Calles Abiertas. Dentro de ella, lanza la obra teatral Los ríos profundos, escrita por José María Arguedas.Según en una entrevista para Radio Nacional, Castillo señaló que Arguedas conectaba mundos en sus obras, demostrando su interés en la cultura andina, marcando su fuente de inspiración en sus personajes ficticios en teatro y televisión.
En 2008, se incluye al reparto principal de la telenovela Graffiti, como el personaje de Chela vda. de Santa Cruz, la madre de Alina Santa Cruz (Natalia Salas). 
En el año 2013, fue parte del reparto coprotagónico de la telenovela Avenida Perú, bajo el papel de Prudencia Rojas, la madre de Hildebrando Huamán (Gerardo Zamora). En ese mismo año, participa en la película Rehenes en el reparto principal.
En el cine, fue parte del reparto principal del cortometraje No estamos solos en 2010, dirigido por Roberto Barba. Vuelve a trabajar con Barba, en el reparto central del cortometraje Modernidad en 2014.
En el año 2017, participó en el reparto recurrente de la serie De vuelta al barrio de América Televisión, bajo el personaje de Hilaria Yupanqui, mamá de Oliverio Mayta (Erick Elera), y al año siguiente, se suma al reparto principal de la telenovela histórica El último bastión como Justina. A partir de esa época, forma parte de la asociación teatral Cuatrotablas.
En el año 2017, protagoniza con Reynaldo Arenas y Milagros López Arias la obra teatral Eutanasia, bajo la dirección de Gianfranco Mejía.
En el año 2023, asume el coprotagónico de la obra teatral Cómo crecen los árboles, interpretando a Paulina, una madre de familia ayacuchana. En el año 2024, se suma al reparto central de la telenovela Pobre novio, bajo el papel de Rosa Martínez, la madre biológica de Johnny Videla (Manuel Gold).
En el año 2025 fue protagonista de la obra teatral El eternidad en sus ojos, interpretando a Nina, una profesora de literatura, y conformó el elenco junto a Nicolás Osorio, Alejandra Saba y Alejandro Tagle.

## Filmografía

### Televisión
- Canela (1995), Juana Choque (reparto central).
- Leonela, muriendo de amor (1997), Maruca (reparto recurrente).
- Qué buena raza (2002-2003), Gregoria de Condori (coprotagonista).
- Eva del Edén (2004-2005), Constancia Chacama (reparto principal).
- Baila reggaeton (2007), Mirtha (reparto central).
- Nacida para triunfar (2008), reparto central.
- Graffiti (2008-2009), Doña Chela vda. de Santa Cruz (reparto principal).
- Los Jotitas (2008), reparto principal.
- Avenida Perú (2013), Prudencia Rojas (coprotagonista).
- Valiente amor (2016), Hilaria Palma (reparto recurrente).
- De vuelta al barrio (2017-2018), Hilaria Yupanqui de Mayta (reparto recurrente).
- El último bastión (2018-2019), Justina (reparto central).
- Pobre novio (2024-2025), Rosa Martínez (reparto principal).

### Cine
- Flor de retama (2004), Juanita (reparto central).
- Dioses (2008), Mamá Elisa (reparto coprotagónico).
- El premio (2009), reparto central.
- Mestizo (2010), Madre (reparto principal).
- El evangelio de la carne (2013), Delia (reparto central).
- Rehenes (2013), reparto central.
- Modernidad (2014), Madrina (coprotagonista).
- El beso de Abril (2015), reparto principal.
- No estamos solos (2015), reparto secundario.
- Veredas (2017), Señora de la Librería (reparto principal).
- Créeme (2018), Mamá (reparto secundario).
- Vivo o muerto: el expediente García (2024), Eva (reparto central).

## Teatro
- Teatro móvil (1971), debut actoral.
- Muñecos de brea
- La nave de la memoria
- Perú de ensueño
- Flor de abismo, unipersonal.
- No hay tigres en el Congo
- ¿Dónde está mi elemol?
- Super Popper
- Herraduras del alma
- Los ríos profundos (2003-2006), parte del reparto.
- Eutanasia (2017), coprotagonista.
- Cómo crecen los árboles (2023), Paulina (protagonista).
- La eternidad en sus ojos (2025), Nina (protagonista).

## Discografía
- Neruda: Canto nuestro